# Sans parler du chien
Sans parler du chien (titre original : To Say Nothing of the Dog) est un roman de science-fiction de Connie Willis publié en 1997. Il a valu à son auteur le prix Hugo du meilleur roman 1999 ainsi que le prix Locus du meilleur roman de science-fiction 1999. Ce roman est le deuxième d'une série mettant en scène des historiens de l'université d'Oxford voyageant dans le temps. Il est précédé par Le Grand Livre (The Doomsday Book, 1992) et suivi du diptyque Blitz composé des romans Black-out (Blackout, 2010) et All Clear (All Clear, 2010).
Ce roman contient de nombreuses références et allusions à Trois hommes dans un bateau de Jerome K. Jerome.

## Principaux personnages
- Personnages des XXe et XXIe siècles
  - Ned Henry : héros du roman ; jeune historien de l'université d'Oxford ; voyageur temporel.
  - M. Dunworthy : responsable des voyages temporels effectués par l'université d'Oxford.
  - Lady Schrapnell : riche veuve américaine qui finance les voyages temporels de l'université d'Oxford.
  - Spivens : chien.

- Personnages de 1888
  - Terence St. Trewes : étudiant à l'université d'Oxford.
  - Professeur Peddick : professeur de l'université d'Oxford.
  - Tossie Mering : jeune femme, arrière-arrière-arrière grand-mère de lady Schrapnell.
  - Verity Brown : voyageuse temporelle (elle se fait passer pour la cousine de Tossie Mering).
  - Colonel Mering et Mme Mering : parents de Tossie Mering.
  - M. Baine : majordome de la famille Mering.
  - Colleen / Jane : employée de la famille Mering.
  - Princesse Arjumand : chatte de Tossie.
  - Cyril : chien (bouledogue) de Terence St. Trewes.

## Résumé
Le roman est composé de 28 chapitres.
- Introduction : Coventry, 1940 ; retour provisoire en 2057 (chapitres 1 à 3)

En 2057, les historiens pratiquent le voyage dans le temps mais peinent à financer leurs expéditions vers le passé. Ils reçoivent alors le secours d'une riche mécène, lady Schrapnell, dont le but est de reconstruire la cathédrale Saint-Michel de Coventry telle qu'elle était avant sa destruction par un bombardement de la Luftwaffe pendant la Seconde Guerre mondiale.
Pendant que les historiens font la navette entre 2057 et 1940, Princesse Arjumand, une chatte de l'époque victorienne est ramenée par mégarde au XXIe siècle par une voyageuse temporelle, Verity Brown. Pour éviter un paradoxe temporel, il faut à tout prix renvoyer ce chat en 1888 et veiller à ce que sa maîtresse, Tossie Mering, se fiance à la bonne personne. Or Tossie est l'arrière-arrière-arrière grand-mère de lady Schrapnell.
Alors que Ned est en mission en 1940 pour ramener la « potiche de l'évêque de Coventry », et malgré son déphasage lié au voyage dans le temps, il est immédiatement envoyé en 1888 pour ramener Princesse Arjumand à Tossie.
- Envoi de Ned en 1888 ; descente de la Tamise (chapitres 4 à 10)

Si Ned arrive approximativement à l'époque où il est censé arriver (juin 1888), il ne se trouve pas au bon endroit. Apparu à une quarantaine de kilomètres de l'endroit prévu, il n'est pas en mesure de rencontrer le voyageur temporel qui devait lui expliquer le but de son voyage et comment le réussir. Il rencontre Terence St. Trewes, un jeune étudiant désargenté d'Oxford. Le prenant pour son « contact », Ned accepte de louer un canot pour descendre la Tamise jusqu'à Muchings End, lieu où Terence doit se rendre pour retrouver celle dont il est amoureux, Tossie Mering. Au cours de leur descente du fleuve, Ned comprend son erreur : Terence n'est pas son contact. Les deux jeunes gens croisent la route d'un professeur d'Oxford, le professeur Peddick. Tous trois continuent leur voyage, croisant à un moment les « Trois hommes dans un bateau » décrits par Jerome K. Jerome dans son célèbre roman.
- Dans le manoir des Mering (chapitres 11 à -)

Arrivés au manoir des Mering à Muchings End, Ned découvre qui est son contact. Il s'agit de Verity, qui se prétend la cousine de Tossie. En réalité, c'est Verity qui par mégarde avait ramené au XXIe siècle Princesse Arjumand. La chatte doit être restituée à Tossie. Verity informe Ned de détails essentiels qu'il ignorait : Tossie tombera amoureuse dans les semaines, voire les jours à venir, d'un homme dont le nom ou le prénom commence par la lettre « C ». Manifestement, il ne s'agit pas de Terence St. Trewes. Il faut donc faire en sorte que Tossie ne tombe pas amoureuse de lui et de déterminer qui est l'homme qui aura avec Tossie huit enfants et vingt petits-enfants, dont descendra lady Schrapnell.
Le colonel Mering offre l’hospitalité à Ned, à Terence et au professeur Peddick, tandis que le bouledogue de Terence est envoyé à la niche à l'écurie.

## Récompenses
- Prix Hugo du meilleur roman 1999
- Prix Locus du meilleur roman de science-fiction 1999
- Prix Bob-Morane 2001
- Prix Kurd-Laßwitz 2002